# Баница (блюдо)
Ба́ница (болг. баница,на Украине и в России блюдо также имеет название милина [источник]) — традиционное болгарское блюдо из слоёного теста. Наиболее распространены начинки из сыра или творога, но возможны варианты выпечки с мясным фаршем, овощами, фруктами и так далее. Баница является старинным элементом национальных культурных традиций и обрядов, праздничных застолий на Рождество, Новый год, Пасху. Баница в Болгарии — популярное блюдо в уличных заведениях быстрого питания, в магазинах представлены замороженные полуфабрикаты баницы.

## Исторические сведения
История блюда насчитывает не одно столетие. Ещё в X—XI веках баница являлась привычной частью праздничного застолья. Архиепископ Феофилакт Болгарский, живший в XI веке, в своих письмах описывал традиционный рацион болгар из Пиринской Македонии, в который входила и баница. Более того, в литературе указанного периода баница не только символизировала сельскую идиллию в изначальном смысле, но и являлась структурным элементом национального Мироустройства и Космогонии, где небо было «врышником» — формой для хлебопечения, а земля — ровной лепёшкой как раскатанное тесто. Когда Бог решил прикрыть Землю небом, она оказалась больше и не вошла под крышку. Тогда Создатель придавил её, и земля покрылась складками, как баница. Это действие символизировало у древних болгар образование гор и равнин.
Много веков спустя лидер национально-освободительного движения Георгий Раковский в деталях описал «вкуснейшую болгарскую баницу, или млин, которую многие образованные европейские путешественники отведали в Болгарии». Действительно, многие иностранцы, посещавшие Болгарию в ХVІI-ХІХ веках, оставили письменные воспоминание о банице: в дипломатических докладах, в путевых заметках, письмах и воспоминаниях. «У болгар есть очень вкусное кушанье, которое делается из муки, брынзы и меда. Оно называется „млин“, и я горячо рекомендую его каждому, кто побывает в болгарских городах», — писал в 1874 году подданный Великобритании Джеймс Бейкер, автор книги «Европейская Турция».

## Состав и способы приготовления
Наиболее традиционна баница из тонкого слоёного теста с начинкой из рассольного сыра сирене и масла, с добавлением яиц или без них. Следующей большой группой наполнителей являются творог, капуста, лук, шпинат. Чуть менее распространены мясо, рис, тыква. Наконец, в сезон готовят зелёные баницы со щавелём, зелёным луком, луком-пореем, крапивой, молодой свекольной ботвой.
Обычно тесто замешивается из пшеничной муки, йогурта, сливочного масла и воды, в него добавляются соль и сода. Полученное густое тесто выстаивается один час и раскатывается на лепёшки толщиной 1 мм. Пока листы теста подсыхают, приготавливают начинку, которую наносят на тесто. Листы скатывают в рулет и формуют на сковороде в виде спиральной косицы. Такой вид баницы называют свивник, крива баница, раченик. Другой популярный вид — обычная баница (редена баница, наложена баница, права баница, правилна баница), в котором тесто раскатывают кругами по размеру глубокой сковороды и выкладывают горизонтальными слоями, чередуя с начинкой. Наконец, в ряде регионов популярна смешанная баница, в том числе так называемый клин, для приготовления которого квадратные листы теста наполняют начинкой и дважды складывают по диагонали, придавая соответствующую форму.

## Аналоги в кухнях других стран
При очевидной близости баницы и русских пирогов, главным отличием между ними является тесто. Если в Болгарии всегда использовалось слоёное, то в России исстари пироги ставили на кислом дрожжевом тесте (хотя иногда кроме дрожжей использовались и другие закваски: простокваша, сметана, пиво), а слоёное же сколько-нибудь сопоставимо стало применяться для выпечки лишь в конце XIX века. Традиции выпекания баницы, мучного изделия с сыром можно сопоставить с грузинскими хачапури, особенно ачмой, и их аналогами у других кавказских народов: хычин у карачаевцев, ачашв у абхазов, олибах у осетин и так далее. Например, в одном из кулинарных шоу хачапури назван грузинской баницей.
Многие кулинары отмечают практически полную тождественность баницы с яблоками с австрийским штруделем. Кулинар и телеведущий Илья Лазерсон в один ряд с болгарской баницей ставит итальянскую лазанью-болоньезе, греческую мусаку, молдавскую плацинду.
Сербский аналог баницы называется гибаница.